# Aonteumwa
Aonteumwa ist ein winziges Motu des Onotoa-Atolls der pazifischen Inselrepublik Kiribati.

## Geographie
Aonteumwa ist eine winzige, unbewohnte Insel vor der Nordspitze des Atolls bei der Insel Temuah.